# سيمون كروون
سيمون كروون (بالسويدية: Simon Kroon)‏ (16 يونيو 1993 بمالمو في السويد - ) هو لاعب كرة قدم سويدي في مركز جناح ‏. شارك مع منتخب السويد تحت 19 سنة لكرة القدم ومنتخب السويد تحت 21 سنة لكرة القدم. أما مع النوادي، فقد لعب مع نادي سوندرييسكه ونادي مالمو.

## وصلات خارجية
- سيمون كروون على موقع الاتحاد الأوربي (الإنجليزية)
- سيمون كروون على موقع اتحاد السويد (السويدية)
- سيمون كروون على موقع قاعدة بيانات كرة القدم.إي يو (الإنجليزية)
- سيمون كروون على موقع Soccerway.com (الإنجليزية)
- سيمون كروون على موقع AS.com (الإسبانية)